# 小野寺紘毅
小野寺 紘毅（おのでら こうき、1945年 - ）は、日本の実業家、教育者。

## 概要
満州国吉林省生まれ。日本大学理工学部卒業。大学卒業後は三菱建設に入社。後に父が社長の三松建設に移り常務となり、後に社長となる。
三松建設は1989年にエムシージーに商号変更。1992年に和議申請、資本金は1億5000万円、負債総額は1000億円であった。
1989年4月に財界二世学院と東京イベント学院を開校。
1989年10月にミャンマー政府は大使館の土地を売ろうとしたことからミャンマーと接点を持つ。ミャンマー政府の口座に20億円を振り込み交渉に入り600億円で買ったが、後に30億円で売ることになる。当時の600億円はミャンマーの国家予算並みであった。これが原因で三松建設は倒産する。
1991年の東京都知事選挙においてドクター・中松の選挙対策本部に入り選挙を手伝っている。
1999年頃にミャンマー政府から10億円の融資を受けヤンゴンインターナショナルホテルを建てオーナーとなる。このホテルの土地は2014年に70年のリース契約に延長し地価は急騰している。
2024年、東京都知事選挙に立候補し、7月7日の投開票の結果、56人中34位となり落選した。

## 役職
- 一般財団法人文化建設会理事長[8]
- 赤穂義士行列実行委員会代表[9]
- 東京臨海地域開発研究会[10]
- 一般財団法人文化建設会代表[11]
- 日本ミャンマー合気会会長[12]
- 日本ミャンマー文化経済友好協会会長[13]
- 日本ミャンマー協会副会長[13]
- 忠臣蔵義士新党党首[14]

## 著書
- TMA SPIRIT : 若き経営リーダー達へ[15]

## 共著
- これからの財政・税制改革[16]
- わが国の税制改革[17]
- オーナー経営者のこれからの経営と税制[18]
- 海外からみた日本の都市のあり方[19]